# Kłecko (gromada)
Kłecko – dawna gromada, czyli najmniejsza jednostka podziału terytorialnego Polskiej Rzeczypospolitej Ludowej w latach 1954–1972.
Gromady, z gromadzkimi radami narodowymi (GRN) jako organami władzy najniższego stopnia na wsi, funkcjonowały od reformy reorganizującej administrację wiejską przeprowadzonej jesienią 1954 do momentu ich zniesienia z dniem 1 stycznia 1973, tym samym wypierając organizację gminną w latach 1954–1972.
Gromadę Kłecko z siedzibą GRN w mieście Kłecku (nie wchodzącym w skład gromady) utworzono – jako jedną z 8759 gromad na obszarze Polski – w powiecie gnieźnieńskim w woj. poznańskim, na mocy uchwały nr 19/54 WRN w Poznaniu z dnia 5 października 1954. W skład jednostki weszły obszary dotychczasowych gromad Biskupice Jeziorne, Czechy, Gorzuchowo, Polskawieś i Wilkowyja ze zniesionej gminy Kłecko w tymże powiecie. Dla gromady ustalono 11 członków gromadzkiej rady narodowej.
1 stycznia 1960 do gromady Kłecko włączono obszar zniesionej gromady Ułanowo w tymże powiecie.
1 stycznia 1962 do gromady Kłecko włączono obszar zniesionej gromady Dębnica (bez miejscowości Strychowo), miejscowość Dziećmiarki ze znoszonej gromady Komorowo, miejscowość Bojanice ze znoszonej gromady Zdziechowa oraz miejscowość Kamieniec ze zniesionej gromady Łagiewniki Kościelne w tymże powiecie.
31 grudnia 1971 do gromady Kłecko włączono miejscowości Komorowo, Waliszewo i Zakrzewo ze zniesionej gromady Sławno w tymże powiecie.
Gromada przetrwała do końca 1972 roku, czyli do kolejnej reformy gminnej.  1 stycznia 1973 w powiecie gnieźnieńskim reaktywowano gminę Kłecko.